# Skiatophytum
Skiatophytum (лат.) — род суккулентных растений семейства Аизовые (Aizoaceae), подсемейства Ruschioideae, трибы Apatesieae, произрастающий на территории Капской провинции Южно-Африканской Республики.

## Название
Родовое латинское (научное) название Skiatophytum происходит от греческих слов skias, skiatos, — «тень», и phyton, — «растение», исходя из среды обитания.
Из-за отсутствия официального русскоязычного названия рода в авторитетных источниках, вероятное произношение на русском языке может быть сформировано как «Скиатофитум».

## Ботаническое описание
Представители рода характеризуются как однолетними, так и, обычно, многолетними травами с распростертыми однолетними ветвями, находящимися на коротких многолетних стеблях, образующими розетку. Листья у них располагаются очередно, хотя на молодых ветвях они иногда кажутся супротивными. Листья имеют форму +/- лопаточно-ланцетную, размером до +/- 100 х 20 мм на ветвях и до +/- 200 х 30 мм в розетках, толщиной 2-3 мм. Они мягкие, гладкие, слегка мясистые, и в молодом возрасте их края могут быть волнистыми.
Цветки обычно одиночные, с цветоножкой, длина которой может достигать 60 мм, и диаметром цветка до +/- 45 мм; цветки раскрываются в полдень. Чашелистиков у них пять, и они неодинаковые. Лепестки расположены в несколько рядов. У растений также присутствуют тычинки и стаминодии. Нектарник обладает зубчатым кольцом. Завязь короткоконическая, с париетальными плацентами, и семена содержат (4)5(-7) рыльца, которые имеют шиловидную форму и примерно такой же длины, как тычинки. Плоды — многокамерные коробочки (4-7 гнезд), крупные и обратноконической формы. Створки коробочек не имеют расширяющихся килей и краевых крыльев, и они открываются при высыхании (ксерохастические движения) и остаются открытыми. Семена несколько почковидные и имеют бугорчатую текстуру.

## Таксономия
Skiatophytum L.Bolus, первое упоминание в S. African Gard. 17: 435. 1927.

### Синонимы
- Caryotophora Leistner
- Gymnopoma N.E.Br.

### Виды
Согласно данным сайта WFO Plantlist на июнь 2023 года, род состоит из 3 видов:
- Skiatophytum flaccidifolium Klak
- Skiatophytum skiatophytoides (Leistner) Klak
- Skiatophytum tripolium (L.) L.Bolus typus